# NGC 305
NGC 305 في الفهرس العام الجديد، هي مجمة، تقع في كوكبة الحوت. اكتشفت في 17 أكتوبر 1825 بواسطة جون هيرشل.

## روابط خارجية
- NGC 305 على موقع ويكي سكاي: DSS2, SDSS, GALEX, IRAS, Hydrogen α, X-Ray, Astrophoto, Sky Map, Articles and images